# Clymenia (zoologie)
Cet article concerne un genre éteint de mollusques. Pour les agrumes de Papouasie, voir Clymenia (botanique).
Genre
Clymenia est un genre éteint de mollusques céphalopodes de la sous-classe des Ammonoidea.
Le genre est connu au Maroc, au Kazakhstan et en Australie. Il est caractéristique du Famennien, dernier étage du Dévonien supérieur, daté d'environ 360 Ma (millions d'années). 

## Description

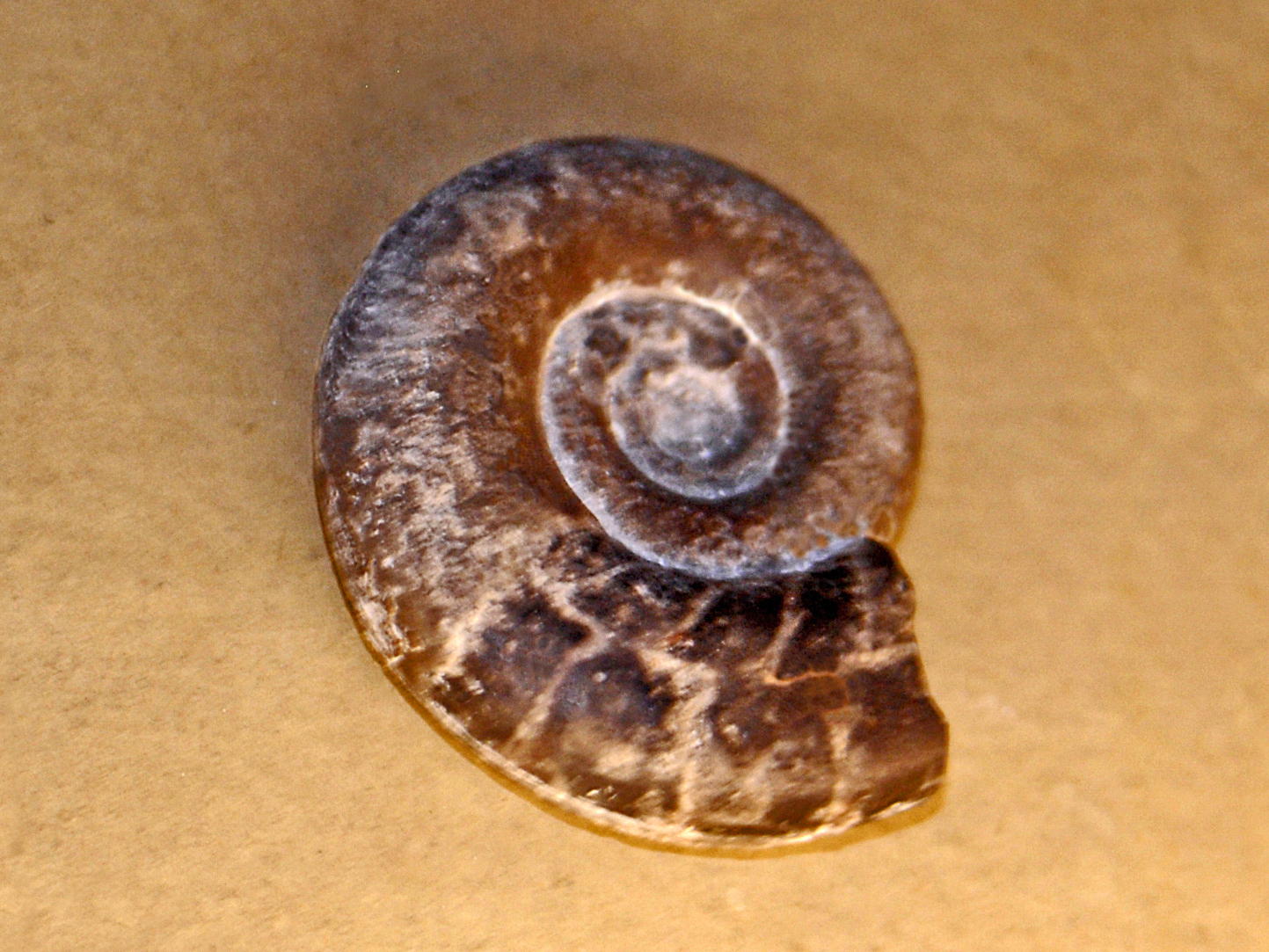
Fossile de Clymenia laevigataà la Galerie de paléontologie et d'anatomie comparée de Paris.

Comme toutes les Clymeniida, le genre Clymenia possède un siphon en position dorsale . La coquille des Clymenia a un diamètre de quelques centimètres, elle est caractérisée par une croissance lente et donc un enroulement très évolute (ombilic large). Les parois sont lisses, sans aucun sillon, avec des lignes de sutures simples.

## Taxinomie
La classification classique des clyménies (1957) a été modifiée plusieurs fois. La base de données spécialisée dans les Ammonoidea du Paléozoïque, « GONIAT » donne la position taxinomique suivante pour le genre Clymenia :
- Ordre Clymeniida Hyatt, 1884
  - Sous-ordre Clymeniina Hyatt, 1884
    - Super-famille Clymeniaceae Edwards, 1849
      - Famille Clymeniidae Edwards, 1849
        - Genre Aktuboclymenia Bogoslovsky, 1979
        - Genre Clymenia Münster, 1834

Un très grande nombre d'espèces ont été historiquement rattachées au genre Clymenia parmi lesquelles :
- Clymenia laevigata
- Clymenia nana